# Anatolij Onoprijenko
Anatolij Onoprijenko (ukrainska: Анатолій Онопрієнко), även känd som The Terminator, Beast of Ukraine och Citizen O, född 25 juli 1959 i Zjytomyr, Ukrainska SSR, Sovjetunionen, död 27 augusti 2013 i Zjytomyr, Ukraina, var en ukrainsk seriemördare.
Mellan 1989 och 1996 skall Onoprijenko ha mördat minst 52 människor. De flesta morden skall ha ägt rum under perioden 1995-1996. Onoprijenko dömdes till döden för sina brott den 31 mars 1999 men dödsdomen omvandlades till livstids fängelse på grund av att Ukraina först införde ett moratorium och sedan avskaffade dödsstraffet.
Onoprijenko mördade genom att leta upp hus som låg avsides på landsbygden, sedan väntade han tills skymningen kom. Därefter ringde han på dörren till huset och mördade alla som bodde där. Männen sköt han, eftersom han var rädd för dem. Kvinnorna och barnen yxmördade han oftast. 

## Erkännanden
Våren 1996 kunde Anatolij Onoprijenko gripas. Under gripandet befann han sig hos sin flickvän i Javoriv nära gränsen mot Polen. Han hade då mördat 52 offer under drygt två år. Onoprijenko erkände alla mord och sade i rätten att han inte ångrade ett enda av dem. 